# Greda (Sziszek)
Greda falu Horvátországban, Sziszek-Monoszló megyében. Közigazgatásilag Sziszekhez tartozik.

## Fekvése
Sziszek városától légvonalban 9, közúton 11 km-re északnyugatra, az Odra-mező délnyugati szélén, a 30-as és 36-os számú főutak találkozásánál és a Zágráb-Sziszek vasútvonal mellett fekszik. Itt található a vasútvonal egy vasútállomása.

## Története
A település talán arról a gerendavárról kapta a nevét, melyet a Kulpamenti horvát védelmi vonal török elleni megerősítésére építettek a 16. században a település határában. 1773-ban az első katonai felmérés térképén „Dorf Greda” néven szerepel. 1857-ben 777, 1910-ben 884 lakosa volt. A 20. század első éveiben a kilátástalan gazdasági helyzet miatt sokan vándoroltak ki a tengerentúlra. 1918-ban az új szerb-horvát-szlovén állam, majd később Jugoszlávia része lett. A második világháború idején a Független Horvát Állam része volt. A háború után a béke időszaka köszöntött a településre. Enyhült a szegénység és sok ember talált munkát a közeli városokban. A falu 1991. június 25-én a független Horvátország része lett. 2011-ben 858 lakosa volt.

## Népesség
| Lakosság változása | Lakosság változása | Lakosság változása | Lakosság változása | Lakosság változása | Lakosság változása | Lakosság változása | Lakosság változása | Lakosság változása | Lakosság változása | Lakosság változása | Lakosság változása | Lakosság változása | Lakosság változása | Lakosság változása | Lakosság változása |
| ------------------ | ------------------ | ------------------ | ------------------ | ------------------ | ------------------ | ------------------ | ------------------ | ------------------ | ------------------ | ------------------ | ------------------ | ------------------ | ------------------ | ------------------ | ------------------ |
| 1857               | 1869               | 1880               | 1890               | 1900               | 1910               | 1921               | 1931               | 1948               | 1953               | 1961               | 1971               | 1981               | 1991               | 2001               | 2011               |
| 777                | 779                | 773                | 853                | 857                | 884                | 885                | 849                | 871                | 1.001              | 1.081              | 1.081              | 1.082              | 1.113              | 1.010              | 858                |

## Nevezetességei
- Greda 16. századi, fából épített várának csekély maradványa.
- Szent Acatius tiszteletére szentelt kis kápolnája.
- Régi fahíd az Odrán.
- Védett épület a 176. szám alatti hagyományos fa lakóház.[4] A hagyományos ház mögött két melléképület és egy kút is található. A ház az 1930-as években épült és megőrizte eredeti építészeti formáját és részleteit.